# Písmenková polévka

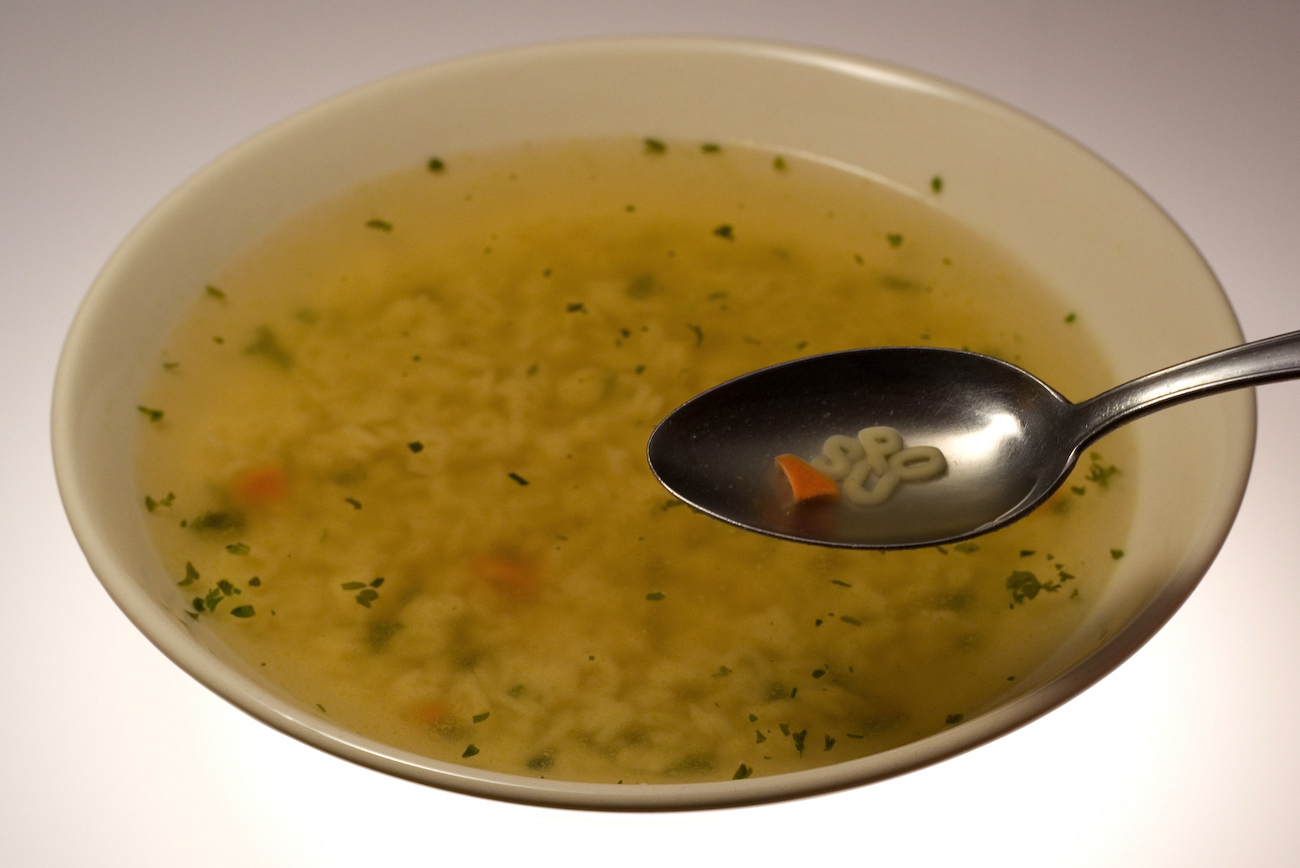
Talíř písmenkové polévky

Písmenková polévka je název těstovinové polévky, která obsahuje těstoviny nakrájené a vyrobené ve tvaru písmen latinské abecedy. Tento pokrm je oblíbený mezi dětmi, díky hravé formě, kterou těstovinová písmenka mají. V anglicky mluvících zemích je polévka spíše známá pod názvem „alphabet soup“ (doslova „abecední“ nebo „abecedová polévka“), v zemích mluvících romanskými jazyky je naopak známá spíše jen pod názvem „alfabeto“, což je zároveň i název samotných těstovin ve tvaru písmen. Na trhu jsou kromě těstovin ve tvaru písmen dostupné i instantní a konzervované písmenkové polévky. Samotné těstoviny se nepoužívají jen v polévkách, ale lze je použít například i jako součást těstovinových salátů.

## Popis

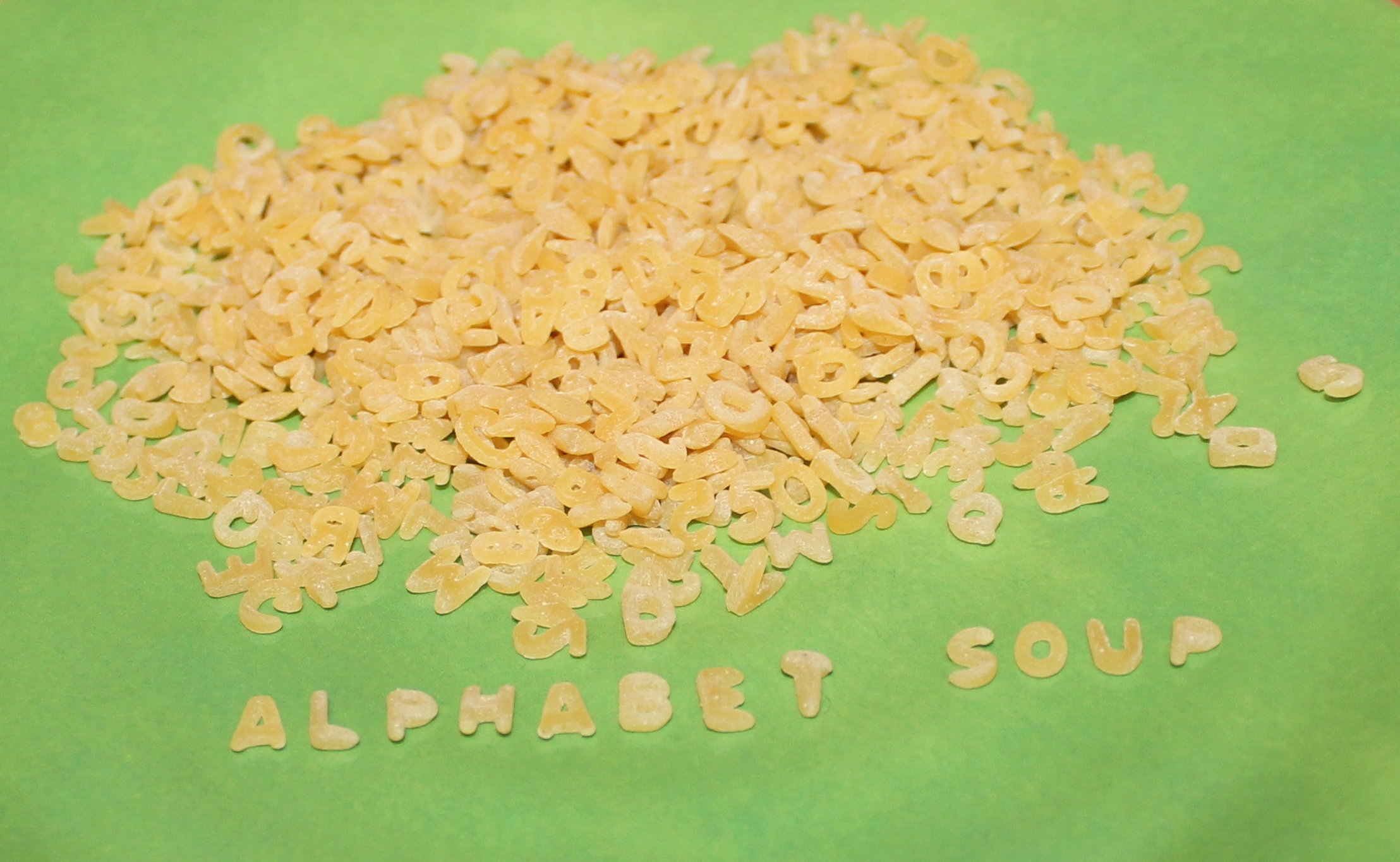
Základem písmenkové polévky jsou těstoviny ve tvaru písmen, jako zobrazuje tento obrázek

Základem písmenkové polévky většinou bývá vývar, buď masový (například kuřecí) nebo zeleninový, do něho se přidávají samotná těstovinová písmenka. Ta bývají běžně vyráběna z pšeničné mouky, ale existují i celozrnné nebo bezlepkové varianty. Vývar často obsahuje kromě těstovin i další ingredience, například jemně nakrájenou zeleninu (mrkev, celer atd.) a kousky masa.

## Historie
Přesné pozadí vzniku polévky není sice známo, nicméně polévka s různými těstovinami tvarovanými do tvaru písmen je doložitelná v 19. století a nabízela ji i řada tehdejších restaurací v různých státech. Ve Spojených státech konzervovanou písmenkovou polévku vyrábí například značka Campbell's, která na trhu působí od roku 1869. Podobný výrobek pod názvem Alphabetti Spaghetti vyráběla i firma Heinz, prodej skončil v roce 1990, později byl však výrobek opět na trh uveden v roce 2005.